# Pont-l'Évêque, Oise
Pont-l'Évêque är en kommun i departementet Oise i regionen Hauts-de-France i norra Frankrike. Kommunen ligger i kantonen Noyon som tillhör arrondissementet Compiègne. År 2022 hade Pont-l'Évêque 671 invånare.

## Befolkningsutveckling
Antalet invånare i kommunen Pont-l'Évêque
| Referens: INSEE |